# 覆蓋噬菌體屬
覆蓋噬菌體屬（Corticovirus），是覆蓋噬菌體科（Corticoviridae）下唯一的属。Cortico-源自拉丁文，有厚皮之意。主要的宿主為細菌。

## 分類
代表種：
- 假交替單胞菌屬PM2噬菌體（Pseudoalteromonas phage PM2）
- 交替單胞菌屬PM2（噬菌體Alteromonas phage PM2）

1. ↑  Abrescia, Nicola G.A.; Grimes, Jonathan M.; Kivelä, Hanna M.; Assenberg, Rene; Sutton, Geoff C.; Butcher, Sarah J.; Bamford, Jaana K.H.; Bamford, Dennis H.; Stuart, David I. . Molecular Cell. September 2008, 31 (5): 749–761. PMID 18775333. doi:10.1016/j.molcel.2008.06.026 .